# 伊赫提拉弗
伊赫提拉弗（阿拉伯语：‎，羅馬化：Ikhtilaf）是伊斯蘭教術語，意思是伊斯蘭教法學上的意見分歧。伊赫提拉弗的觀念僅應用在法學領域上，伊斯蘭教的教條及倫理學說不接受歧義。信仰主體有嚴格的規範，即使是細微的異見亦不容接納。

## 語源和語義
伊赫提拉弗一詞源自詞根kh、l及f，由於這三個詞根衍生出大量詞語和詞義，如腐敗、抵觸、矛盾、酋長、成果、祈雨等，因此一些字典忽略了差異（伊赫提拉弗）也出自這三個詞根。同樣來自這三個詞根的詞語哈利法（阿拉伯语：‎，羅馬化：Khalifa）有後面、繼後的意思，不及物地使用可指「落後」，與差異的意思相近。
伊赫提拉弗可以單指意見不合，但亦可暗示爭議、不一、分歧。它是伊制瑪爾的反義詞，伊制瑪爾是穆斯林社群的集體意志，是對經文詮釋、伊智提哈德（法源詮釋）的一致意見和共識。無論個人意見和伊智提哈德是多麼可信和合理，對任何人也沒有約束力，任何人都可以有各自的意見，因此在形成共識之前，意見不一是在意料之內。如果沒有分歧，那就不需要通過伊智提哈德作出仲裁，這種分歧就是伊赫提拉弗。

## 《古蘭經》及聖訓的描述
《古蘭經》裡有伊赫提拉弗一詞，有「差異」的意思，用以形容自然萬物的多樣性，並指出這種多樣性是真主的真跡，證明了真主的存在和造物之能：
|                    | 天地的創造，晝夜的輪流，利人航海的船舶，真主從雲中降下雨水，借它而使已死的大地複生，並在大地上散佈各種動物，與風向的改變，天地間受制的雲，對於能瞭解的人看來，此中確有許多跡象。 |
| ——《古蘭經》2：164 | |

|                   | 晝夜的輪流，以及真主在天地間所造的森羅萬象，在克己的民眾看來，此中確有許多跡象。 |
| ——《古蘭經》10：6 |                                                                                  |

在《古蘭經》的另一些經文裡又提到伊赫提拉弗和信仰上的分歧是人類社會的普遍現象，如「人們原來是一個民族，嗣後，他們信仰分歧」、「你們以盟誓為互相欺詐的手段，因為這一族比那一族還要富庶。真主只以此事考驗你們。復活日，他必為你們闡明你們所爭論的是非」。鑑於這樣，《古蘭經》提出「對於宗教，絕無強迫」，暗示要接受信仰上的分歧，穆斯林要讓其他宗教的信徒信奉他們的宗教，又建議穆斯林在傳播伊斯蘭教的時候不要強迫他人，而是與不同宗教的信仰者展開對話，「憑智慧和善言而勸人遵循主道」，「以最優秀的態度與人辯論」。
紀錄先知穆罕默德言行的聖訓亦提到他認可穆斯林之間的意見分歧，他曾經說「穆斯林社群的意見分歧是真主的恩典」，又曾經說「神學家的意見不同是真主的恩賜」。另外據記載，哈里發哈倫·拉希德在朝覲後讓馬立克‧伊本‧艾奈斯一起跟他回伊拉克，並稱自己確信要令人民篤信他的聖訓集，但馬立克回絕稱先知曾言「只有知道麥地那的人們才知道那裡是最好的地方」。換言之，他的意思是在不同的地方流傳著先知不同版同的傳言，它們都不是魔鬼的讒言，而是真主的福音。

## 法學
伊斯蘭教出現之初，許多群組的思想和法律決定形成了伊斯蘭教法。在7至10世紀，伊斯蘭世界歷經高速發展，各地的統治者和法官需要在不同的背景下根據伊斯蘭教的基本信條作出許多決定，結果形成了許多不同的法律慣例，並形成各個法學派別。遜尼派的四大法學派別便是由此而來，這些派別「在大體上都相互尊重」，這種取態與「古時的法學派別一樣，接受教條上自然形成的地域差異」。
研究伊斯蘭教的學者穆罕默德·塔勒比認為「從伊斯蘭教誕生開始，大量不同的思潮已深入穆斯林社群」，雖然宗教習俗一體化，但社群的思想和社會運動卻呈多元化。學者讓-保羅·查尼稱在伊斯蘭教早期，這種差異容許「別出心裁的知識分子百花齊放」，甚至有人嘗試調和遜尼派與什葉派。一些遜尼派穆斯林把什葉派的法學派別賈法里派視作第五個正統學派。約旦國王阿卜杜拉二世在2004年發表的《安曼致辭》承認八個學派，並把反對這些學派的人們視作叛教者。

### 相關著作

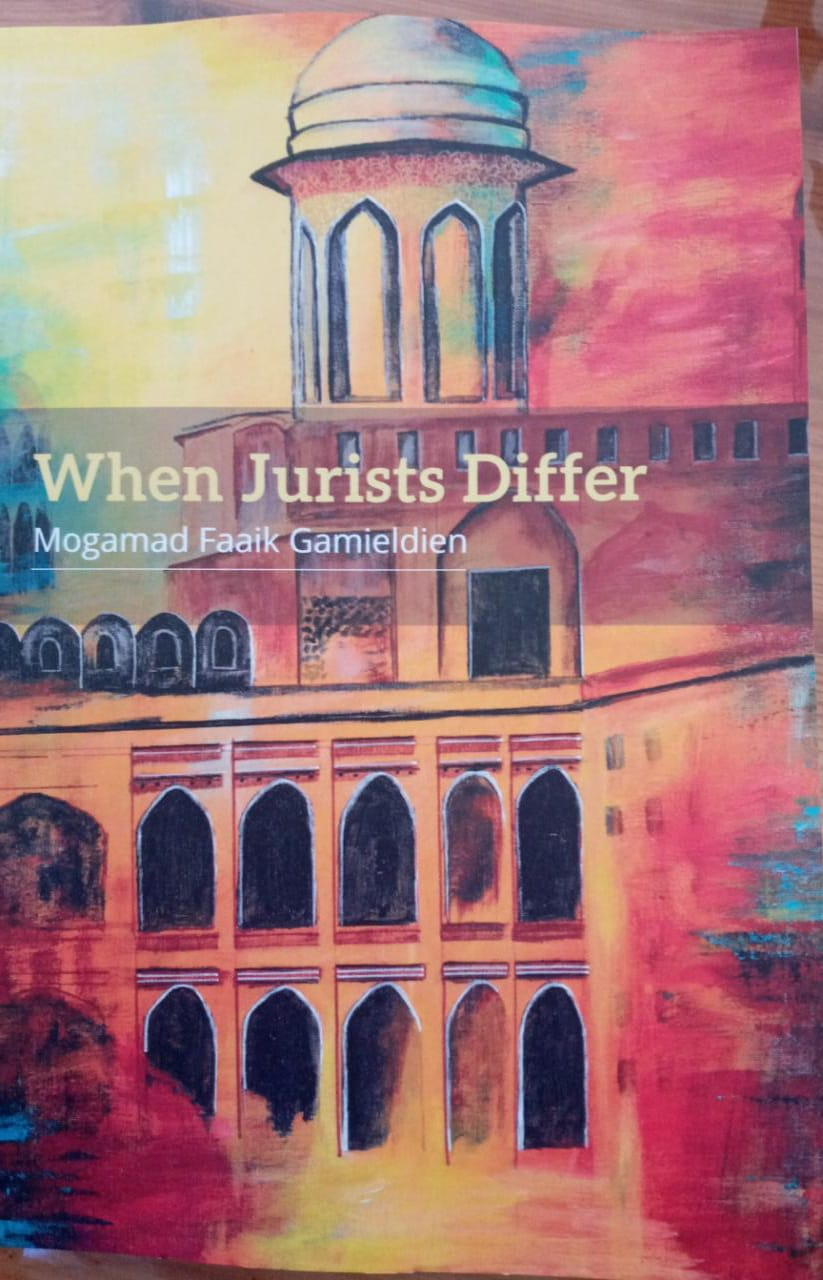
《法學家意見分歧：給信眾的建議》的注釋翻譯本封面

隨著穆斯林帝國的擴張，穆斯林收集了大量穆罕默德的生平事跡，加以運用以滿足其法律、宗教、政治和社會越來越渴求的需要，這些事跡最終集合編輯成聖訓集。不過，這些聖訓集只是編纂和匯集了這些事跡，不一定可以透過它們得出明確的法律裁決，因此有一些「伊赫提拉弗」的著作意圖解答這樣的法律疑問。這些著作說明了法律學者就不同議題提供的歧見，其中有一些透過描述其他學派的錯誤來捍衛某些學者或某個學派的觀點，另一些則廣納各方就某個議題的見解而不偏袒任何一方，包括塔巴里、伊本·阿卜杜·巴爾及伊本·庫達馬的著作。
在這些闡述不同學派觀點的著作裡，塔巴里的《法學家的不同意見》最著名。該著作敘述8世紀多位學者不同的法律意見，並通過對照總結出一些通用原則。馬立克·伊本·艾奈斯、阿卜杜·拉曼·阿瓦扎伊、蘇菲揚·塔瓦里、穆罕默德·本·伊德里斯·沙斐儀、阿布·哈尼法、阿布·優素福、穆罕默德·謝巴尼及阿布·薩烏爾的觀點皆羅列在內。當被問到寫作《法學家的不同意見》的動機時，塔巴里稱他是為了陳述那些反對自己觀點的見解，隨後他的著作獲得更廣泛的關注，他的同僚和學生於是請求他教授這些內容。
巴爾的著作把學者們的分歧分門別類，並代表自身的學派說明其立場更有說服力。伊斯瑪儀派學者卡迪·努曼亦著書反駁遜尼派的法學詮釋，當中包括了遜尼派和伊斯瑪儀派爭議的法律觀點。傳統的伊赫提拉弗著作不包括作者的個人解讀和立場，但穆罕默德·伊本·阿卜杜勒·瓦哈卜在他的著作裡加入了自己的意見，會以「我自身認為……」這種句式來表達自身見解。其他法學家在說明各派分歧時試圖說明自身尊崇傳統，因此他們在解釋伊斯蘭教法上有較大的權威，但瓦哈卜更重視獨立推論來論證自己的立場。

### 解決分歧的方法
以沙斐儀為首的法學家倡導理性看待聖訓裡的分歧，他在自己的著作裡提到他所應用的原則，稱「如果有兩則互相矛盾的聖訓可以放在一起，那麼它們應當放在一起採用」。他把分歧區分成兩種，一種是不被允許的，因為真主已通過經書和先知給出明確的論斷，另一種是依照教義作出法律解釋得出的分歧。面對後者的分歧，沙斐儀建議以《古蘭經》為依歸，輔以推理去理解。
法學家塔基丁·蘇基則把分歧分為三類，一類是與信仰基礎抵觸的創新和背離，第二類是不受限制自由表達而可以引發內戰的意見，由於有損公眾利益，這類分歧同樣不獲允許。最後一類是次要的法律問題，爭論哪些是合法哪些是不合法，他認為這些分歧最好要達到共識。優素福·卡熱達維認為分歧理應提供另一種答案，徹底對立、矛盾的觀點不是可以接受的分歧，因此理念相似的人們之間才可能存有分歧。在討論法學問題的時候，他主張整合不同法學派別的意見。
蓋法爾·沙希是伊斯蘭世界首位提出在司法上運用辯證的學者。隨著志費尼等學者的著作論述，辯證開始作為一種論證手段融入法學理論。它把兩種相衝的意見放在一起，通過嚴謹的論證來驗證其中一種意見比另一種更可令人接納或更合理。學者伊本·哈茲姆則推崇邏輯，認為它是解釋《古蘭經》、聖行及得出法律結論最有力的方法。

### 影響
伊赫提拉弗對伊斯蘭法學原理的誕生起了至關重要的作用，引發了人們推敲聖訓的原理、文法、詞匯、神學、末世論及先知相關的學問，對古典時代的文明作出一些重大貢獻。伊赫提拉弗意在縮小解讀聖行的差異，打擊危險的創新，透過論述原始穆斯林社群的團結和共同的命運來克服內部分歧。
法學家在如婚姻、交易、僱傭、合伙、中介、遺產等實體法上的不同意見引伸出一個問題，就是哪些法學家的意見在任何特定議題上更普遍，伊斯蘭教的五個法學派別因而誕生，這些不同派別提出證據就特定議題發表的不同意見都是合理正當，穆斯林社群皆視之為有用的依據，故有箴言稱「穆斯林社群所得的餽贈就在法學家不同的意見當中」。在個體和私人事務上，個別人士可選擇採納合適的法律意見。統治者亦可以從眾多法學見解當中選用適合和最有利的法學意見，以惠及人民福祉和避免危害民眾為依歸。
學者艾哈邁德·本·穆罕默德·奧馬爾·安薩里（Ahmad b. Muhammad 'Umar al-Ansasi）在他的著作裡討論了伊赫提拉弗的影響，又探討了正面和負面的看法。安薩里認為，伊赫提拉弗促成了多位著名穆智提哈德（有權詮釋伊斯蘭教法的學者）誕生，它標榜在爭論時要保持禮節，又提倡容納不同的意見和寬宏對待穆斯林兄弟。負面影響則包括虛假和錯誤的聖訓得以廣泛流傳、學術上出現停滯不前和狂熱盲從的現象。
另外，史學家克努特·維科爾認為儘管穆斯林對分歧的尊重值得讚美，但如果說各種法律解釋都有可能是正確，法律便難以執行。早期的哈里發曾經試圖把自身樹立成宗教權威人物，但不受宗教學者接納。哲學家伊本·穆卡法提議哈里發應把穆斯林帝國的法律標準化，但也得不到響應。作家卡邁勒·法魯基（Kemal Faruki）則認為穆斯林很容易會把任何形式的歧見視為異己，從而指責對方是異端邪說，危害社會安寧。舉例說，荷屬東印度的伊斯蘭教學者阿爾維·本·薩希爾·哈達德頒佈的教令把回教改革派視同哈瓦利吉派（出走派）和異端。

## 註腳
1. ↑  臺灣中華書局簡明大英百科全書編譯部（1988年），第538页
2. ↑  Baderin（2017年），第xv页
3. ↑  Kamali（1998年），第315-337页
4. ↑  Simoncini & Cartabia（2015年），第73-74页
5. ↑  Watt（2019年），第57页
6. ↑  Al-Alwani（2011年），第11页
7. 1 2  Doniger（1999年），第499页
8. ↑  Kamali（2008年），第101页
9. ↑  Majid（2015年），第10-16页
10. ↑  Sinai（2023年），第677页
11. ↑  Kamali & Ramadan（2015年），第110-111页
12. ↑  Goldziher & Behn（1999年），第89页
13. ↑  Esposito & Voll（1996年），第44页
14. ↑  Nettler（2014年），第179页
15. ↑  Bennett（2013年），第269页
16. ↑  Duderija（2015年），第2页
17. ↑  Haug & Judd（2023年），第8-9页
18. ↑  Marsham（2020年），第187页
19. ↑  Cobb（2012年），第330页
20. ↑  Ṭabarī & Rosenthal（1989年），第102页
21. ↑  Marsham（2020年），第191页
22. ↑  al-Nu'man（2015年），第xii页
23. ↑  Delong-Bas（2008年），第53页
24. ↑  Dickinson（2001年），第6页
25. ↑  al-Shāfiʿī & Lowry（2015年），第239-245页
26. ↑  Al-Alwani（2011年），第18页
27. ↑  Shahin & Esposito（2016年），第231页
28. ↑  Shaham（2018年），第60页
29. ↑  Hallaq（1997年），第136-137页
30. ↑  Hallaq（2022年），第319页
31. ↑  Charnay（2022年），第4-5页
32. ↑  Baderin（2017年），第xv-xvi页
33. ↑  Khanbaghi（2019年），第31页
34. ↑  Vikør（2005年），第73-74页
35. ↑  Menski（2006年），第329页
36. ↑  Man（2008年），第497-522页